# Rastellus struthio
Rastellus struthio är en spindelart som beskrevs av Norman I. Platnick och Griffin 1990. Rastellus struthio ingår i släktet Rastellus och familjen Ammoxenidae. Inga underarter finns listade i Catalogue of Life.